# Фриц, Никки
Никки Фриц (нем. Nikki Fritz, 7 апреля 1964 — 25 февраля 2020, настоящее имя — Nikki Goldstein) — американская порноактриса
, снимавшаяся в жанре софткор. Она также снялась во множестве фильмов студии Cinemax, многих телевизионных шоу и эротических фильмах. Кроме этого, у неё было много фотосетов в журнале «Femme Fatales».

## Биография
Выросла в Хомстеде (Флорида), жила в Калифорнии. Снялась более в чем 50 художественных фильмов и телешоу, она очень серьезно относилась к искусству эротики. Она работала с Роджером Корманом, снялась в фильме «Остров динозавров» (1994). Впоследствии она снялась во многих эротических фильмах.
Умерла в феврале 2020 года. Свои соболезнования по факту её кончины выразили такие режиссёры как Фред Олен Рей и Джим Уайнорски. Джим Уайнорски отмечал огромный вклад Фриц в индустрию малобюджетного кино, назвав её «королевой Cinemax».
Никки Фриц снялась в 69 фильмах. С 2003 года и до самой своей смерти была замужем за порноактёром Джонатаном Морганом.

## Избранная фильмография
| Год  |   | Русское название                   | Оригинальное название            | Роль                    |
| ---- | - | ---------------------------------- | -------------------------------- | ----------------------- |
| 1983 | ф | Весенние каникулы                  | Spring Break                     | девушка в Корвете       |
| 1983 | ф | Полицейский и бандит 3             | Smokey and the Bandit Part 3     | проститутка             |
| 1993 | ф | Небесные куколки                   | Beach Babes from Beyond          | одна из моделей Салли   |
| 1994 | ф | Остров динозавров                  | Dinosaur Island                  | верховная жрица         |
| 1994 | ф | Смертельный змей                   | Bad Blood                        | танцовщица топлесс      |
| 1994 | ф | Пропавшие миллионы                 | A Low Down Dirty Shame           | экзотическая танцовщица |
| 1994 | ф | Крысиные похороны по Брэму Стокеру | Bram Stoker’s Burial of the Rats | женщина-крыса           |
| 1995 | ф | Кинотеатр «Бикини»                 | Bikini Drive-In                  | Сьюзен                  |
| 1995 | ф | Нападение 60-футовых секс-бомб     | Attack of the 60 Foot Centerfold | Росита                  |
| 1995 | ф | Смертельный вирус                  | Terminal Virus                   | Кассандра               |
| 1995 | ф | Там где покоится зло               | Where Evil Lies                  | Алекс                   |
| 1996 | ф | Ярость отчаяния                    | Fugitive Rage                    | медсестра Венди         |
| 1997 | ф | Криминальные сны                   | Illicit Dreams 2                 | женщина из Нью-Йорка    |
| 1997 | ф | Гибрид                             | Hybrid                           | Сьюзен                  |
| 1998 | ф | Проект Пандора                     | The Pandora Project              | девушка Энрике          |
| 1998 | с | Беверли-Хиллз, 90210               | Beverly Hills, 90210             | стриптизёрша            |
| 1999 | ф | Экстази                            | Go                               | Ноэль                   |
| 1999 | ф | Чёрное и белое                     | Black and White                  | танцовщица              |
| 2000 | ф | Ведьма из Блэр: Секс версия        | The Bare Wench Project           | Никки                   |
| 2000 | ф | Кандидат                           | Mach 2                           | Джилл                   |
| 2000 | ф | Ювелиры                            | Diamond Men                      | Фрэн                    |
| 2001 | ф | Точка падения                      | Crash Point Zero                 | Линда                   |
| 2003 | ф | Резня болельщиц                    | Cheerleader Massacre             | Дебби                   |